# Séquelle de guerre

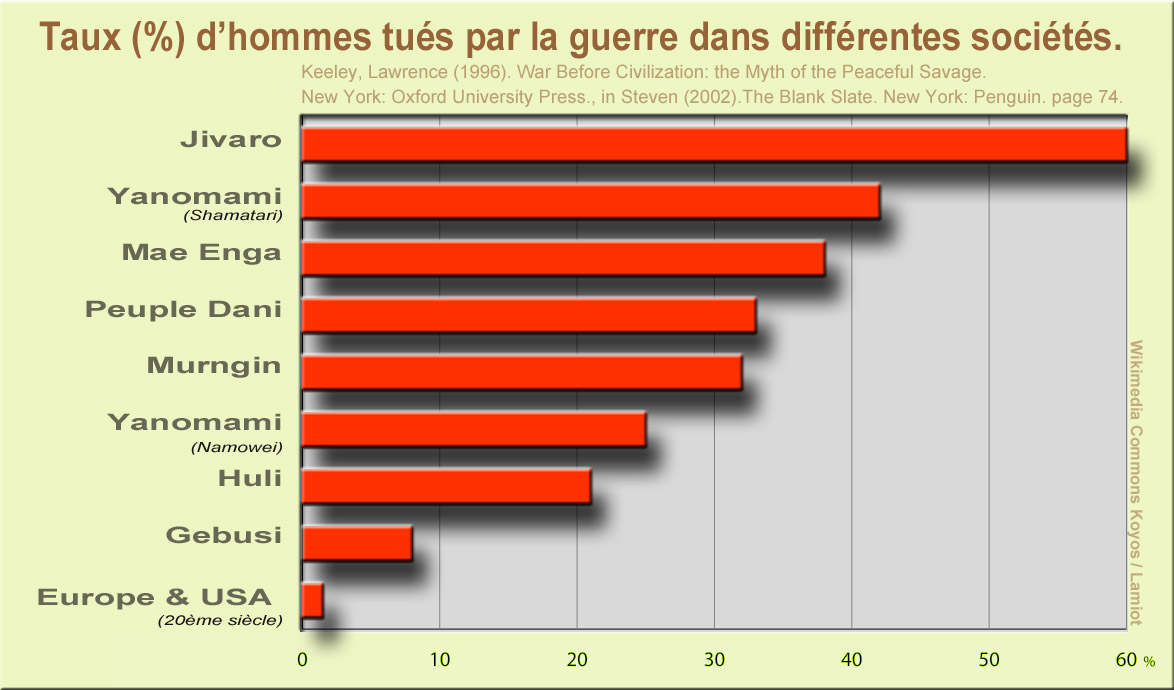
Pourcentage de morts (masculins) par guerre, pour différentes sociétés humaines. Le graphique compare des tribus amazoniennes et de Nouvelle-Guinée avec les États-Unis et l'Europe au XXe siècle.
Le ratio homme/femme et le ratio guerrier/civil varient également considérablement parmi les morts de guerre, selon les époques et les cultures.

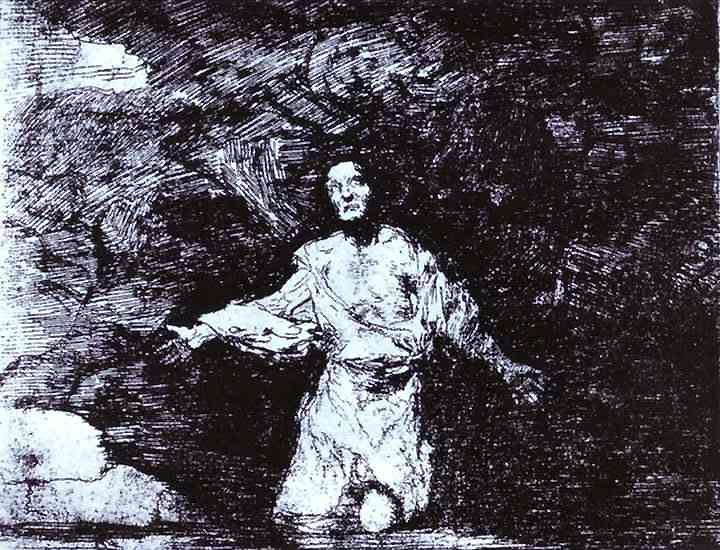
Francisco de Goya, Desastre de la Guerra.

L'expression « séquelles de guerre » désigne les conséquences différées, aux échelles locales ou globales, dans l'espace ou dans le temps des actions de guerre. Cette notion diffère de celle de dommages de guerre qui ne couvre et concerne qu'une partie de ces séquelles.
Ces séquelles sont de natures variées, dites et non-dites. On en distingue souvent quatre grandes catégories ; économique, humaines et médicales, culturelles et environnementales, ci-dessous décrites.

## Archives et séquelles de guerre
Les archives jouent un rôle majeur en termes de mémoire. Une partie de ces séquelles n'a cependant simplement pas été archivée, en raison des situations d'urgence et du contexte de guerre puis d'après guerre. De nombreux documents et preuves ont en outre disparu lors des conflits. Puis au moment de la reconstruction, la priorité n'est pas à l'archivage, (alors que parfois même le papier et les moyens de filmer, photographier et enregistrer manquent).
Ensuite, les archivistes se trouvent confrontés à une brutale augmentation du nombre et de la masse de documents très variés, souvent relatifs aux dépenses et travaux de reconstruction, et aux dommages de guerre, et au lent processus de reconstruction. Ils n'y sont pas préparés ainsi, l'un d'entre eux répondait à une interview : « au lieu de consacrer la fin de ma carrière à inventorier les séries anciennes de mon dépôt – ce qui est essentiellement ma mission de chartiste –, je ne veux pas perdre ces belles années à démêler un fouillis de pièces se rapportant au désobusage des champs de bataille, à la reconstruction des maisons, etc. J’ai mieux à faire qu’à passer mes journées à mettre en ordre des dossiers d’adjudication ou de paiement, etc., etc. Ça, ce n’est pas un travail de chartiste, c’est le travail d’un commis quelconque… ». Ces archives sont en France souvent classées dans la série R (documents militaires), mais peuvent parfois être trouvées dans d'autres séries, par exemple relatives au transport, à la santé, l'urbanisme, etc., Dans les départements de la Zone rouge dont en Meuse, les services chargés de contrôler et accompagner la reconstruction à partir de 1919, « n’ont définitivement été supprimés dans les départements que vers 1946 (…) Ils ont produit une masse d’archives considérable, difficile à appréhender par les archivistes, comme en témoignent les nombreux rapports qu’ils adressent à la Direction des Archives de France entre 1927 et 1960 ».

## Géographie des séquelles de guerre
Elle comprend les zones et territoires stratégiques directement touchés par les combats, mais aussi des territoires distants (répartis dans le monde entier lors des guerres mondiales) concernés par les effets indirects (touchés par les morts, les blessés au combat et les séquelles psychiques), par des accidents liés à la production de guerre (explosions d'usines ou trains de munitions par exemple), par des faillites commerciales ou au contraire par l'avènement d'industries de guerre (armes, munitions…) qui ont bouleversé les économies locales.
Durant la Grande guerre, à l'image de la zone rouge en France, selon Daniel Hubé (2020) du BRGM, « environ un milliard d’engins d’artillerie classique et autant d’artillerie de tranchée ont été tirés sur le front occidental causant 70 % à 80 % des pertes et blessures ». Longtemps après les guerres, les armes et munitions (dont munitions non explosées, immergées ou exportées hors des zones habitées et cultivées) continuent à tuer ou polluer, loin des zones de combats. Les axes et lieux de transports, de décharges et d'accidents, maritimes y compris pour les épaves et munitions immergées sont aussi concernés.

## Séquelles économiques

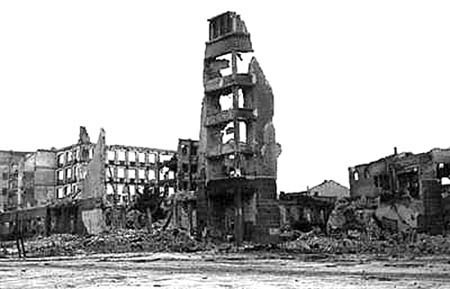
Un aspect de Stalingrad après la bataille.

Elles ont été parmi les premières à faire l'objet d'évaluations, notamment après l'invention du PIB, mais sont en réalité difficiles à quantifier.
Les guerres semblent doper les économies mais si elles enrichissent les secteurs de l'armement et de la production utile aux armées, elles ruinent d'autres secteurs, détruisent des ressources naturelles (forêt notamment, par exemple en France ou les armées allemandes et alliées ont surexploité certains massifs pour les besoins de guerre) accélèrent le recours aux ressources non renouvelables, et endettent durablement les États.
Les industries stratégiques, l'accès aux ressources énergétiques et les infrastructures font par ailleurs, quand elles ne peuvent être récupérées à l'ennemi, l'objet de destructions systématiques, souvent coûteuses et polluantes dont les coûts sociaux-environnementaux sont d'évaluation délicate et récente, sous l'impulsion de l'ONU et d'ONG notamment.

## Séquelles médicales et sociopsychologiques

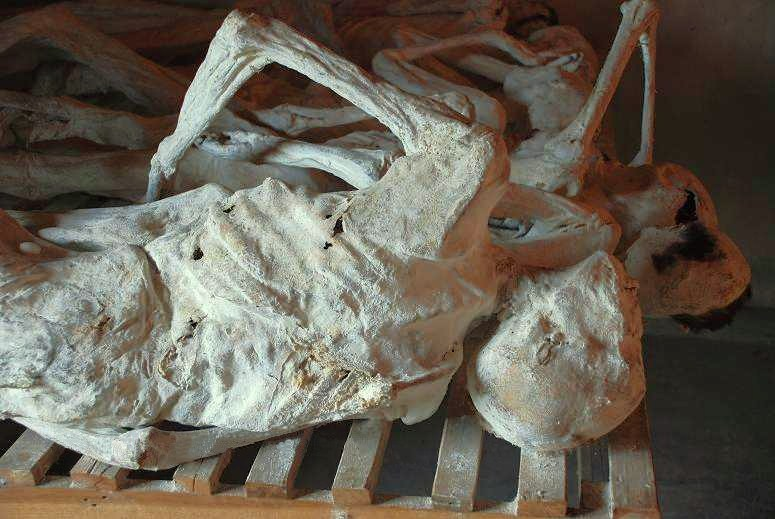
Génocide au Rwanda.
Photo Sascha Grabow

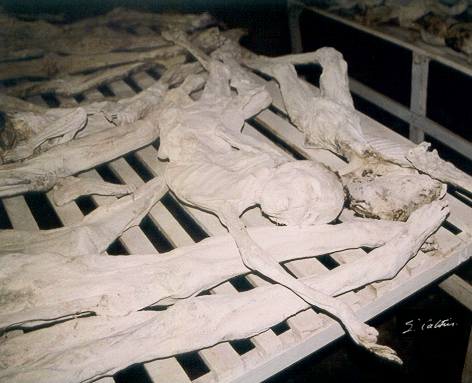
Génocides et guerres civiles causent des traumatismes extrêmes et indicibles, rendant l'apaisement (résilience) particulièrement difficile.

On peut distinguer les séquelles de guerre suivant leurs effets, d'ordre physique, médical ou bien d'ordre psychique, psychiatrique et/ou sociopsychologique.
Certaines blessures sont des deux ordres, comme le fait d'avoir souffert de la faim ou de carences alimentaires ou de tortures et certaines pathologies ont des origines mal comprises (paralysies générales constatées lors de la Première Guerre mondiale par exemple),.
On peut aussi distinguer les séquelles suivant qu'elles ont laissé un effet immédiat, comme celles acquises lors d'un combat, ou selon qu'elles ont laissé une blessure apparue à moyen ou long terme.

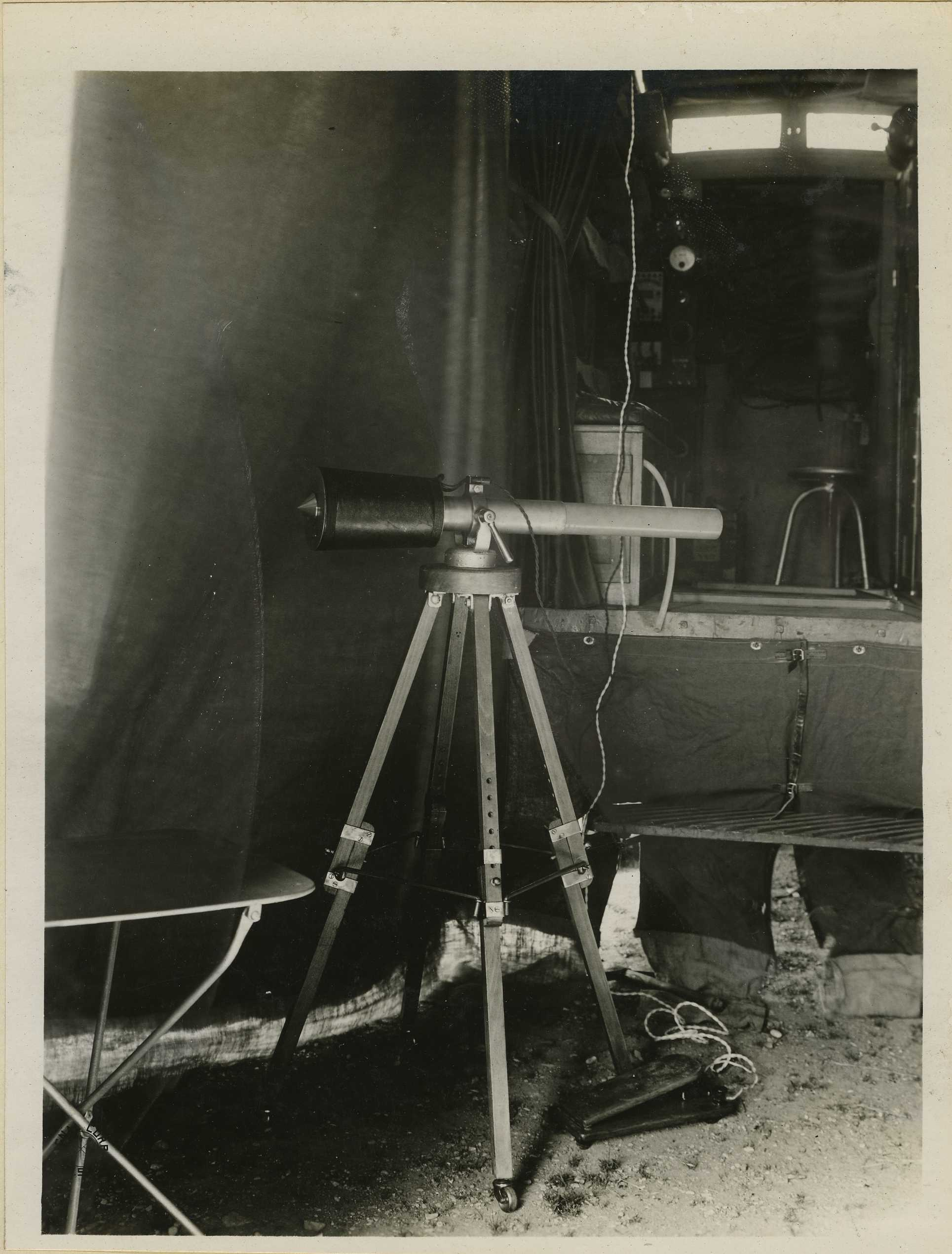
De nombreux soldats et civils conservent des séquelles physiques des suites de blessures de guerre, malgré les efforts des personnels soignants. Ici, un électro-aimant inventé pour extraire les éclats de métaux de l'intérieur des yeux ; dans une ambulance chirurgicale spéciale conçu par le lieutenant Julien pour la croix rouge et les armées alliées afin de traiter les intoxications par les gaz, l’œil, l'oreille, le nez et de la gorge (29 mai 1918).

### Des séquelles psychiques acquises au champ de bataille ou durant la guerre
Ce sont notamment les effets de choc liés à la violence des combats, qui ont connu des sommets lors de la Grande Guerre (« près de 9 millions de morts parmi les belligérants occidentaux, le nombre des blessés avoisinant sans doute le chiffre total de 21 millions. Les pertes moyennes des années 1914-1918 s’élèvent à près de 900 tués par jour pour la France, à plus de 1 300 pour l’Allemagne ; elles approchent le nombre de 1 450 pour la Russie. Les journées de bataille les plus meurtrières du XXe siècle sont d’ailleurs celles de la Première Guerre mondiale, et non celles du conflit suivant : du 20 au 23 août 1914, l’armée française compte 40 000 tués, dont 27 000 pour la seule journée du 22. Le 1er juillet 1916, l’armée britannique compte pour sa part 20 000 morts et 40 000 blessés ».
Ce sont aussi divers syndromes et troubles comportementaux de guerre notamment observés par exemple dans les conflits longs (ex. : 1914-1918) et complexes (ex. : après la guerre de l’Afghanistan), des effets de moyen et court termes avec les séquelles médicales ou les traumatismes sociopsychologiques. La non-reconnaissance par le vocabulaire même de la médecine de guerre de certaines souffrances peut aggraver certains traumas.

### Des séquelles de moyens et long termes
Des séquelles traumatiques graves dites et non-dites, moins mesurables que les effets physiques des blessures peuvent persister des années (trouble de stress post-traumatique), et parfois sur plusieurs générations.
C'est par exemple le cas après les vols et spoliations, les viols et avortements de femmes, l'enrôlement d'enfants ou de jeunes combattants, le veuvage, les séquelles psycho-sanitaires d'opérations chirurgicales effectuées dans de mauvaises conditions, les déplacements forcés de soldats et d'esclaves (déportés civils ou militaire, prisonniers de guerre). Le retour des soldats traumatisés ou des couples séparés et changés par la guerre peut aussi être difficile.
L'impossibilité de deuil en l'absence de corps, d'injustices flagrantes (fusillés pour l'exemple) ou le transfert de restes humains peuvent également être très traumatisants pour les proches.
La démobilisation par la honte, la perte de confiance en soi ou en la société. La folie ou certaines formes de déni peuvent être des freins à la réintégration dans une vie normale, conséquences d'opérations psychiquement insupportables (torture, expérimentations médicales de guerre, etc.). Certaines formes d'avancement ou de détournement scientifique et technologique (ex. : armes chimiques, bactériologiques, nucléaire…),
Certains auteurs ont montré chez le grand public l'apparition après la "victoire" d'une désillusion et d'une « démobilisations culturelle »,. La victoire ou la défaite sont aussi suivie d'une forte hausse du nombre de veufs, veuves, orphelins et "handicapés de guerre" que la société doit prendre en charge.
Au début du XIXe siècle, les séquelles psychiques sont connues de la médecine militaire, mais mal comprises, avec le concept de « nostalgie » ou de « vent du boulet ». Il faut attendre la guerre russo-japonaise (1904-1905) pour que des tentatives de soins psychiatriques adaptés apparaissent. Ce type de séquelle de guerre se multiplie lors de la première Guerre mondiale (« les pertes psychiques s’élèvent à 14 % du total des indisponibilités » en France, mais les médecins français parlent encore de « commotion », et le anglais de « shell-shock », comme si ces troubles psychiques n'étaient dus qu'à la violence physique des explosions souligne Audoin-Rouzeau (2008), qui ajoute que « les médecins allemands, à travers la notion de Kriegsneurosen, dégagée dès 1907, ou celle de Kriegshysterie, perçurent davantage que les troubles mentaux des combattants avaient pour origine une souffrance d’ordre psychique, et non un désordre neurologique. Pour autant, malgré l’hésitation des traitements, c’est au cours de la Grande Guerre et dans le cadre des armées alliées que se dégagèrent les premiers principes thérapeutiques destinés à orienter toute la psychiatrie dite « de l'avant » (...) ».
L'alcoolisme, le tabagisme et l'usage de drogues peut augmenter durant la guerre, mais aussi chez les anciens combattants ou après-guerre dans la population traumatisée.
Depuis quelques décennies on évoque aussi les intoxications à long ou très long terme, dues par exemple aux actions du plomb ou du mercure sur le cerveau (cf. par exemple guerre 1914-1918, avec la zone rouge et en particulier les secteurs de la Meuse et de Verdun), ou encore aux effets délétères et mutagènes de l'ypérite ou encore des dioxines (cf. Usage de défoliants et de napalm au Viêt Nam) ou de radionucléides (depuis la bombe atomique et l'usage d'uranium appauvri).
Les vrais coûts sanitaires d'une guerre comme celle de 1914-1918 n'ont jamais été chiffrés ni estimés. Et du point de vue du risque environnemental et sanitaire, il faudrait évaluer les impacts à long terme des toxines non bio-dégradables ou très lentement dégradables (molécules organiques des armes chimiques) rejetés dans l'environnement. Elles l'ont été en telle quantité, que certains ont pu dire que la guerre 1914-1918 n'est pas finie.

## Séquelles culturelles
Les guerres sont souvent accompagnées de volonté de destruction ou appropriation de monuments, de bibliothèques, et de lieux d'archives, de symboles culturels et religieux, cimetières, etc. Ces pertes sont souvent irrémédiables du point de vue de la culture écrite et de la mémoire collective d'une population.
Les déplacements de populations ou de phénomènes dits d'épuration ethnique, voire comme dans le cas de génocides (ou de l'holocauste) d'un objectif de disparition d'une population entière. Parmi les belligérants, les vainqueurs cherchent souvent à réécrire l'histoire à leur avantage. Dans ces cas des patrimoines culturels, historiques, linguistiques et de savoir et savoir-faire importants peuvent être annihilés.

## Séquelles écotoxicologiques et environnementales

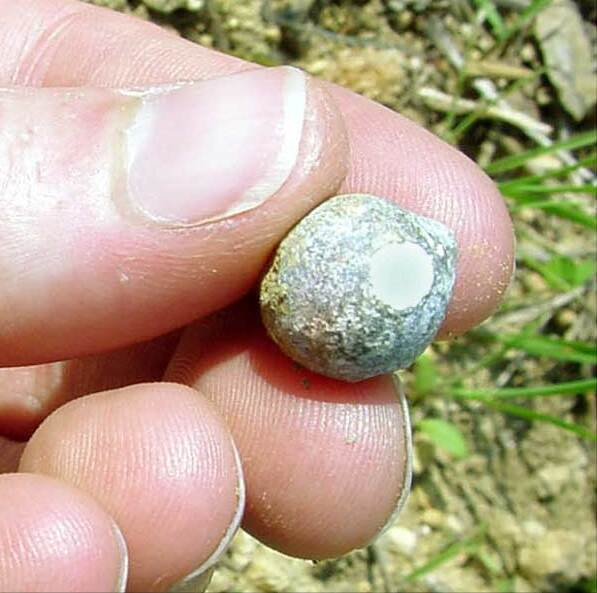
Exemple de séquelle environnementale : des milliards de billes de plomb (polluant), neurotoxique, ont été dispersées sur les 750 km de front de la Première Guerre mondiale. La bille de droite qui se délite provient d'un obus Shrapnel ; elle a été trouvée à 60 cm de profondeur près de Verdun en 2004.

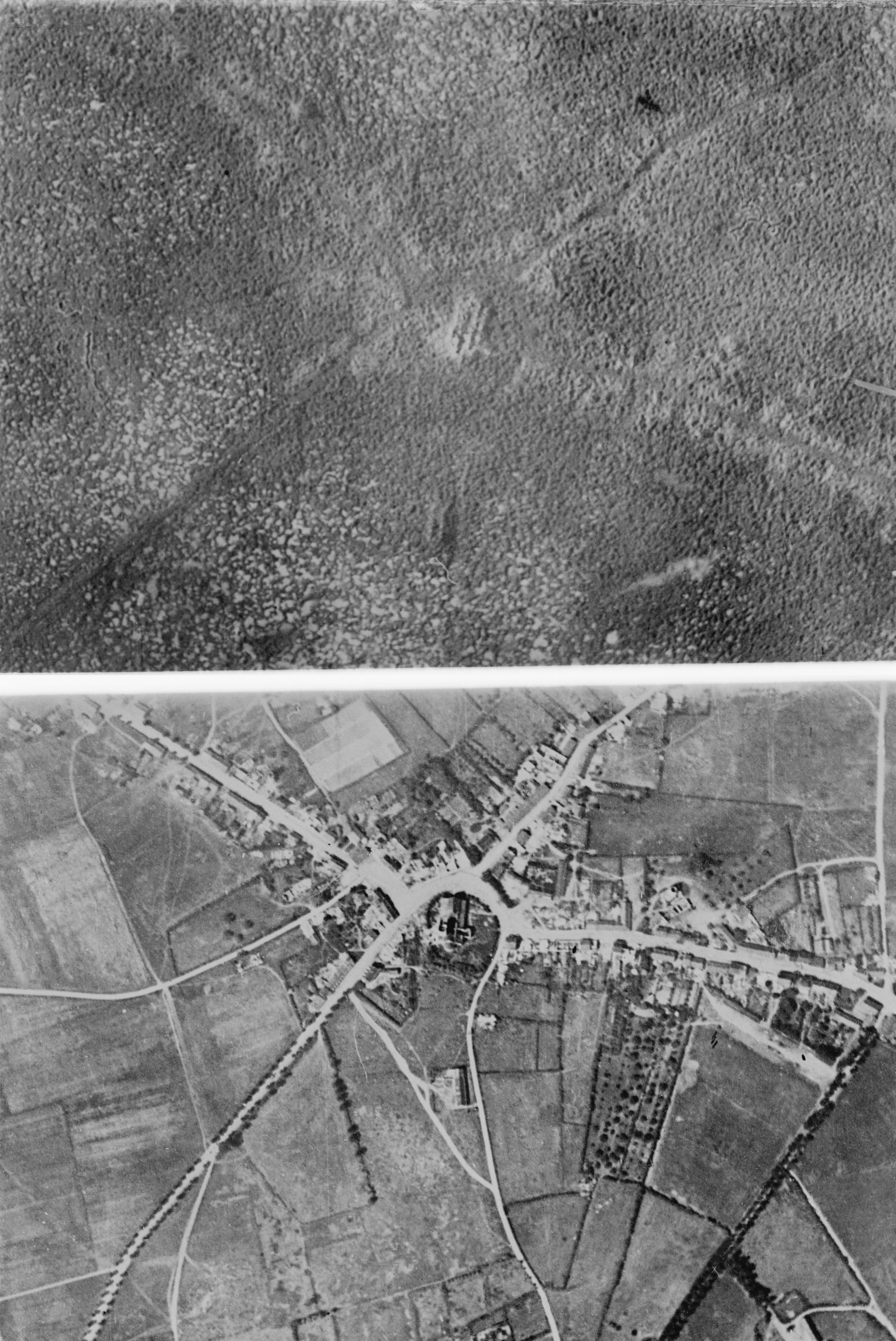
Le village belge de Passchendaele : champs et jardins ont été rasés et durablement pollués par les métaux lourds et certains composants des gaz de combat (arsenic par exemple, composant des arsines) (1917).

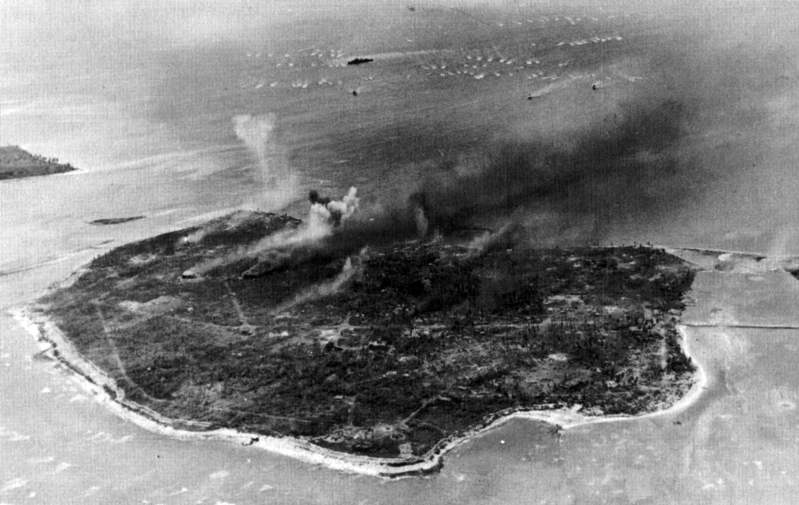
De nombreuses îles géostratégiquement bien positionnées ont conservé d'importantes séquelles environnementales des deux dernières guerres mondiales (ici, île de Namur, dans les îles Marshall). Le déminage y a été moins poussé que dans les zones habitées et cultivées des pays en conflit.

Ce sont principalement les effets plus ou moins durables, directs (actes de guerre) et indirects (accidents induits, non fonctionnement des systèmes d'épuration, de contrôle des pollutions, etc.), sur l'eau, l'air, les sols, les écosystèmes.
Des décennies à siècles après le passage de troupes ou de convois de réfugiés, ainsi que sur les lieux de combats on observe une flore significativement modifiée et parfois en partie nouvelle dite polémoflore ou flore obsidionale,.
Un autre problème, moins connus (et sans doute bien plus grave car dont l'émergence est souvent décalé dans le temps) est la pollution induite par les munitions (munitions « conventionnelles » ou « chimiques » non-explosées, perdues, stockées ou immergées), risque qui s'aggrave avec le vieillissement des munitions ou contenant de toxiques de guerre.
L'historien Stéphane Audoin-Rouzeau rappelait en 2008 que « sur la Somme, lors du bombardement allié de sept jours qui précéda l’offensive du 1er juillet 1916, 1 500 000 obus furent tirés par les 50 000 artilleurs britanniques à eux seuls (au prix d’ailleurs d’un effort physique inouï de la part de ces derniers), soit une moyenne d’une trentaine d’impacts pour 1 000 m2. En 1918, les offensives alliées sur les fronts Ouest et italien furent régulièrement appuyées par 5 à 8 000 pièces d’artillerie. » Il cite aussi l'invention de la mitrailleuse ; « arme typique de la guerre industrielle, capable de dresser devant elle un mur de balles à raison de 400 à 600 projectiles par minute ». 
Il est permis de penser que la dispersion durant quatre ans (1914-1918) dans l'environnement et notamment dans l'atmosphère de gigantesques quantités de plomb, mercure, arsenic et gaz de combat, associée aux difficiles conditions de vie, d'hygiène et d'alimentation ait aussi pu contribuer à une diminution de l'immunité et indirectement aux épidémies de tuberculose, choléra et grippe espagnole qui ont fait encore plus de morts que les combats eux-mêmes.
Le plomb est aussi connu pour développer l'agressivité et affecter la fonction cognitive chez les victimes d'intoxication saturnine aiguë. Il semble que le mercure et d'autres métaux lourds puissent aussi développer des effets de ce type ou affecter certaines fonctions locomotrices et de l'attention ou de la mémoire. Ce phénomène pourrait-il rétrospectivement expliquer une part des syndromes développés par de nombreux soldats (parfois fusillés ou punis à tort pour des simulations qui n'en étaient peut-être pas) de la confusion et de la violence des guerres et crises qui ont agité l'Europe et le monde à cette époque ? Il ne semble pas y avoir de rendu public d'études faites sur ces thèmes.
Autre exemple de séquelle presque oubliée : le 9 mars 1918, dans la gare d’Attre (Belgique), une explosion a détruit une partie de 365 wagons chargés de munitions. 2/3 de ces munitions étaient des obus chimiques, ayant été projetés tout autour du lieu de l'explosion. Il a fallu huit mois, et jusqu’à 800 hommes, pour nettoyer le site. On sait par les archives que 114 870 munitions et environ 14 000 fusées ont été ainsi récupérées et enfouies en six lieux différents (Schoen 1936). Ces munitions ont ensuite été éliminées par les services de déminage de 1950 à 1954 et en 2006, mais il ne semble pas y avoir eu d'études visant à vérifier l'absence de séquelles de pollution sur les anciens sites d’enfouissement.
Chacun de ces types de séquelles prend une importance croissante depuis la Première Guerre mondiale, avec le développement technologique et des capacités d'intervention militaire et notamment avec l'invention des armes chimiques, des armes bactériologiques ou de la bombe atomique ou encore par exemple avec l'usage de munitions à uranium appauvri.

### Exemples nationaux et / ou technologiques

#### Viêt Nam
Au Viêt Nam (de 1962 à 1970) 70 millions de litres de défoliant (agent orange) ont détruit la forêt et sont soupçonnés d'encore causer de nombreux cancers et de malformations congénitales. Au Viêt Nam, les défoliants ont des séquelles encore visibles.

#### Kosovo
Au Kosovo, en 1999, environ 550 sites industriels bombardés par l'Otan ont perdu dans l'environnement une grande quantité de produits chimiques et 80 000 tonnes de pétrole.

#### Uranium appauvri
Les armes à uranium appauvri utilisées en Irak ou Europe de l'Est ont depuis quinze ans irradié de vastes territoires et un grand nombre de civils et militaires.

#### Les forêts, une cible prilégiée de l'artillerie
Durant la première mondiale en France les forêts ont été dévastées, Elles ont servi à cacher l'artillerie, des munitions et des hommes et sont devenues des cibles. De nombreux obus (chimiques y compris) y dorment encore.
En Afghanistan, en 23 ans de guerre environ 95 % des forêts ont été détruites.

#### Somalie
L'instabilité politique est mise à profit par certains pour surexploiter certaines ressources de pays en guerre, ou par exemple les utiliser comme dépotoirs. Claude-Marie Vadrot cite par exemple la Somalie où « les côtes et les terres sont devenues le dépotoir mondial de déchets toxiques, ce qui permet à des navires affrétés par des sociétés écran de balancer des conteneurs sur les côtes ».

#### Liban
Les mines et sous-munitions et munitions non explosées continuent à tuer la faune sauvage et à empêcher la remise en culture des terres agricoles, par exemple au sud du Liban, reportant la pression agricole vers les milieux naturels épargnés qui sont alors défrichés ou surexploités.
On retrouve en 2012 dans l'environnement du nord de la France des perchlorates qui dateraient de la première guerre mondiale.

### Séquelles sur les sols
À titre d'exemple, les bombardements, sapes et mines de la Première guerre mondiale ont localement violemment et fortement bouleversés les sols. Les volumes creusés pour les tranchées, boyaux et autres aménagements de la première guerre mondiale ont varié selon les rideaux de défense et selon la situation géomorphologique des sites de guerre : compris entre 60 m3/ha en quatrième rideau français et dépassent 200 m3/ha pour les premiers rideaux défensifs.
Les volumes creusés sont compris entre 130 et 220 m3/ha au Chemin des Dames , entre 80 et 140 m3/hectare dans les forêts de Saint-Gobain et de Coucy-Basse et de l'ordre de 34 m3/ha en forêt communale de Varennes-en-Argonne selon Jean-Paul Amat (1987). En extrapolant les chiffres disponibles à l'ensemble des sites de la guerre de position sur le front ouest (de la Mer du Nord à l'Est de la France), le volume de terre creusée et déplacée a été évalué à environ 145 millions de m3 creusés.

## La résilience
Après la fin des combats, sur les ruines et les sols bouleversés, « grâce » aux sols fragmentés et aux graines mises en lumière, les paysages reverdissent spontanément et rapidement. Ainsi, lors de la Première Guerre mondiale, dans le cas des zones agricoles et parfois urbaines, le « stade pionnier » était principalement caractérisé par trois plantes messicoles suivi d'une colonisation par des orties, ronces, buissons et arbres. Au stade « pionnier », dès les trois ou quatre mois suivant les combats, les sols se recouvraient de champs parfois immenses et denses de plusieurs espèces colorées dont les bleuets, matricaires et coquelicots. Les « forêts de guerre » et le désobusage ont ensuite contribué (de manière variable selon la richesse des sols et la pression du lobby agricole) à la recomposition biogéographique et agricole de la zone rouge.
Les guerres modernes (nucléaires, biologique ou chimique notamment) peuvent générer des séquelles environnementales des guerres si graves et durables que certains proposent d'ajouter l’« écocide », en tant que « crime écologique » à la liste des crimes de guerre de la convention de Genève. Une résilience écologique complète - si elle est possible - peut en effet être délicate et longue pour l'écosystème, comme pour les individus et sociétés humaines.
Concernant la résilience socio-psychologique, le soutien psychologique aux victimes et l'aide à une justice qui fasse s'exprimer et se reconnaître, par le biais de tribunaux internationaux éventuellement montrent une évolution dans la volonté et les moyens de trouver des résolutions non-violentes aux conflits (ex. : Afrique du Sud, Rwanda…). Les systèmes mafieux qui ont bénéficié d'un état de guerre, voire d'une reconstruction, parfois anarchique peuvent freiner le retour de la paix et de la justice.

## Aspects éthiques et juridiques
Depuis la Première Guerre mondiale, les conflits militaires laissent souvent derrière eux des destructions matérielles massives, des pollutions et de lourdes séquelles socio-psychologiques. Et la reconstruction est rendue difficile et plus coûteuse par les munitions non explosées, mines, mines anti-char, pièges, munitions, dont munitions antipersonnel activées et autres matériels de guerre laissés par les belligérants. L'ONU a ainsi dans une résolution de 1981, déploré qu'aucune véritable mesure n'ait été prise pour résoudre le problème des restes matériels des guerres. Elle a réaffirmé son soutien à la revendication des États subissant encore des préjudices découlant de la présence sur leur territoire de restes matériels des guerres qui demandent une indemnisation de la part des États responsables de ce fait).
Ceci pose des questions éthiques que l'ONU et différentes ONG œuvrant pour une paix mondiale moins militarisée cherchent à clarifier, pour instaurer des équilibres mondiaux plus justes et stables.
Ceci pose aussi des questions juridiques complexes, en particulier quant au déminage et au démantèlement des armes et munitions toxiques qu'on oublie souvent de chiffrer et d'inclure dans les dommages de guerre, traités de paix et procédures d'aides à la reconstruction complexes se posent, en matière de responsabilité ou d'application du principe de précaution ou du principe pollueur-payeur par exemple. Les sciences forensiques et en particulier la Forensic Architecture peuvent contribuer, par des enquêtes approfondies, à évaluer les séquelles de guerre après les conflits, sur la base des traces qui en restent.

### Vidéographie, émission de radio
- Résumé (vidéo, en français) d'une étude allemande des séquelles chimiques et environnementales de la première guerre mondiale, faite dans le secteur de la forêt de Verdun, par Tobias Bausinger (Université de Mayence en Allemagne), Johannes Preuß (Université de Mayence) et ici présentée par Eric Bonnaire (Responsable environnement de l'ONF de Verdun) lors d'un colloque organisé par l'Université de Lille 1 / "Des milieux aux territoires forestiers, itinéraires biogéographiques".
- La guerre industrielle, matrice de toutes les pollutions ? | 12/09/2019 | France culture ; émission Le cours de l'histoire ; série : L'histoire en vert (4/4)